# Bianca Maria Piccinino
Bianca Maria Piccinino (Trieste, 29 de enero de 1924) es una escritora, periodista y presentadora italiana.

## Biografía
Nacida en Trieste en 1924, se graduó en biología, entrando a la RAI en 1953 como presentadora de divulgación científica.

### Años 1950: El debut en el periodismo
A mediados de la década de 1950 dirigió el programa de televisión L'Amico degli animali junto con Angelo Lombardi y el asistente Andalù.
Fue la presentadora por Italia del Festival de la Canción de Eurovisión 1957, 1958 y 1959.

### Los años 1960 y 1970
En los años siguientes se convirtió en responsable de los servicios de moda, y en 1975 dirigió junto con Emilio Fede la primera edición de TG1, siendo la primera mujer italiana en presentar un telediario. El 29 de julio de 1981, fue la presentadora italiana para la Rai 1 de la boda real entre Carlos y Diana.

### Desde los años 1980 hasta el final
Permaneció en Rai también después de su retiro en 1989, cuidando de la revista semanal de televisión Moda durante algunos años. Actualmente enseña Moda como fashion en la Academia Koefia en Roma y escribe artículos para varias revistas.